# ماري هوبكين
ماري هوبكين (ولدت في 3 مايو 1950)، تُنسب إلى بعض التسجيلات باسم ماري فيسكونتي (من زواجها من توني فيسكونتي)، وهي مغنية شعبية ويلزية، اشتهرت بأغنيتها المنفردة رقم واحد في المملكة المتحدة عام 1968 «تلك كانت الأيام». كانت واحدة من أوائل التوقيعات على علامة البيتلز.

## سيرة شخصية

### مهنة الغناء في وقت مبكر
ولدت هوبكين في عائلة ناطقة باللغة الويلزية في بونتارداوي، ويلز؛ عمل والدها ضابط سكن. أخذت دروس الغناء الأسبوعية عندما كانت طفلة وبدأت مسيرتها الموسيقية كمغنية شعبية مع مجموعة محلية تسمى سيلبي سيت وماري. أصدرت أغنية EP من الأغاني باللغة الويلزية لشركة تسجيل محلية تدعى الكمبري، ومقرها في مسقط رأسها، قبل التوقيع على سجلات أبل، المملوكة لفرقة البيتلز، وهي واحدة من أوائل الفنانين الذين فعلوا ذلك. رأت عارضة الأزياء تويجي فوزها في برنامج المواهب التلفزيوني البريطاني «تقرع الفرصة» وأوصتها بول مكارتني. 